# Clipping
Clipping é uma expressão idiomática da língua inglesa, uma "gíria", que define o processo de selecionar notícias em jornais, revistas, sites e outros meios de comunicação, geralmente impressos, para resultar num apanhado de recortes sobre assuntos de total interesse de quem os coleciona. Pode-se também desenvolver o trabalho de clipagem em redes sociais, blogs, webjornais, rádio e televisão. Para isso, há inúmeras ferramentas que colaboram para a agilidade do trabalho.

## Variações
No Brasil o termo é muito difundido como forma de pesquisa contratada sobre determinadas notícias, surgindo a variante clipagem.
Uma variação moderna do termo clipping foi feita através da abreviação de eletronic clipping, surgindo, assim, o termo e-clipping.

## Outros usos
A expressão Clipping às vezes também é utilizada no sentido se colagem artística. A obra Verre et bouteille de Suze (Copo e garrafa de Suze), de Picasso é um bom exemplo de colagem.

## Origem
A origem da palavra clipping vem de uma antiga palavra para corte, do norte da Inglaterra. O termo, na antiguidade, se referia a trabalhos exercidos por camponeses, como a tosquia de ovelhas, colheita, corte de árvores, e muito utilizada em poemas romancistas medievais.
No auge do surgimento da imprensa o termo clipping era utilizado como referência a notícias de jornais, as chamadas Clipping de Imprensa.
Atualmente o serviço de clipping é realizado por assessorias de imprensa para identificar as referências a determinado cliente ou tema de interesse. Na internet é possível encontrar sites que realizam clipping de acordo com palavras-chaves determinadas pelo usuário e enviam alertas por e-mail.
Com o avanço da Internet e sua notável contribuição para o desenvolvimento dos sistemas de informação, o termo e-clipping vem ganhando força entre os internautas de todo o mundo. No Brasil o termo e-clipping foi o primeiramente utilizado em e-books criados, a partir de recortes de notícias e informações disponíveis na internet, por jornalistas na década de noventa. Na época havia a necessidade de se obter um termo que designasse a utilização excessiva dos comandos Ctrl+C e Ctrl+V, presentes no principal Sistema Operacional da época e seu respectivo browser, dando início à “ditadura do Ctrl C + Ctrl V”.